# Defenders of Dynatron City
Defenders of Dynatron City is een videospel voor het platform Nintendo Entertainment System. Het spel werd uitgebracht in 1992. Het spel is een zijwaartsscrollend actiespel en is ontworpen door Gary Winnick. Het was zijn eerste project als solo ontwerper. Hiervoor werkte hij mee aan het spel Maniac Mansion onder begeleiding van Ron Gilbert. Het spel draait om een aantal superhelden die een futuristische metropool van Dr. Mayhem en zijn robots beschermen. Aan het begin van het spel mag de speler een personage kiezen. Als dit personage ingerekend wordt kan men een ander personage kiezen tot deze allemaal op zijn.

## Personages
| Personage      | Spraak                |
| -------------- | --------------------- |
| Ms. Megawatt   | Whoopi Goldberg       |
| Jet Headstrong | Pat Fraley            |
| Buzzsaw Girl   | Candi Milo            |
| Toolbox        | David Coburn          |
| Monkey Kid     | Brian Stokes Mitchell |
| Radium Dog     | -                     |

## Ontvangst
| Beoordeeld door             | Jaar | Score |
| --------------------------- | ---- | ----- |
| Nintendo Magazine System UK | 1993 | 36%   |

## Trivia
- In 1992 kwam een stripboek uit met zes edities dat gebaseerd was op dit spel.
- Het personage Buzzsaw Girl komt voor op de kalender in het huis van de timmerman in het spel Monkey Island 2: LeChuck's Revenge.